# إدوارد بيشوب دادلي
إدوارد بيشوب دادلي (بالإنجليزية: Edward Bishop Dudley)‏ (و. 1789 – 1855 م) هو سياسي من الولايات المتحدة الأمريكية ولد في جاكسونفيل، كارولاينا الشمالية.
وهو عضو في حزب اليمين، والحزب الديمقراطي الأمريكي .